# 朱徵鍉
漢陰庶人朱徵鍉（1448年—1465年3月31日），明朝第一代漢陰王，韓憲王朱松曾孫，韓靖王朱範𡊁庶第二子，韓惠王朱徵釙之弟，母妃平氏，王妃周氏。

## 生平
他於正統十三年（1448年）出生，天順元年（1457年）受封漢陰王，天順四年（1460年）與教授周恂之女周氏結婚。他在位八年，於成化元年（1465年）去世，享年十七歲，諡恭懷，成化十三年（1477年）其冒封子朱偕汪嗣位，成化十四年（1478年）事發，賜朱偕汪自盡，封國、諡號削除。
当初在成化元年（1465年），朱徵鍉病重，他的丈人周恂趁著入宮探病的機會，私下向朱徵鍉說：「王病重將死，但死後卻無子嗣可怎麼辦，不如抱養家人之子當作您的兒子以繼承王爵。」朱徵鍉贊同丈人的提議，遂命兩名宫女假裝懷孕，等到其兄韓王朱徵釙以及諸郡王前來探病時，徵鍉皆謊稱有子嗣並託付給眾王。他病逝後，周恂與王母平氏以及王妃周氏共同謀劃，取周恂之妻所生之女和他人所生之男，先後讓周恂的小妾與兒子抱入王宮中，偽稱是徵鍉的子女，長大後皆受朝廷冊封，抱養之男請得賜名曰朱偕汪，並於成化十三年（1477年）襲王爵，與西城兵馬副指揮劉瑄之女劉氏結婚。周恂的女儿因冒充王女，獲封县主。
成化十四年（1478年），周恂的姻親因為私憤而揭發此事，經過三法司審訊並釐清事情的始末後，周恂被凌遲處死，其家產充公、妻妾子皆斬首。知曉內情的內監劉通等五人各杖一百並充軍；王母平氏、王妃周氏以及上述冒充的子女皆賜自盡，追廢朱徵鍉為庶人，并削谥号。